# Simon Murray
Simon Murray (Dundee, Escocia, 15 de marzo de 1992) es un futbolista británico. Juega de delantero y su equipo es el Dundee F. C. de la Scottish Premiership.

## Trayectoria

### Primeros años
Murray nació en Dundee. Su padre, Gary Murray, también fue futbolista profesional, jugando para el Montrose e Hibernian. Después de jugar en las juveniles de varios equipos, incluyendo Dundee Celtic Boys Club, Dee Club y Dundee United Social Club, Murray se unió al Montrose como juvenil.

### Carrera profesional
Murray comenzó su carrera profesional con el Montrose. El hizo su única aparición en el equipo como sustituto contra el Queen's Park en Hampden en mayo del 2011. Después de una etapa en el club de secundaria basada en el Downfield Dundee, Murray se unió a otro club menor, Tayport, en febrero de 2012.
Después de dejar Tayport, Murray pasó casi un año viviendo en Australia. A su regreso a Escocia, jugó brevemente al fútbol júnior para Dundee Violet antes de firmar para Arbroath Football Club en mayo de 2014. Después de anotar 18 goles en 28 partidos, Murray fue fichado por el Dundee United por un valor de £ 50.000 en enero de 2015, pero inmediatamente fue a préstamo de vuelta a Arbroath Football Club para el resto de la temporada 2014-15.
Murray hizo su debut con Dundee United contra Aberdeen en agosto de 2015. Marcó su primer gol seis días después, en su primer partido fuera de casa para el United, el segundo gol en una victoria por 2-0 en Motherwell.
Murray anotó un triplete para el United en su primer partido en casa de la temporada 2016-17 en una victoria por 6-1 sobre Cowdenbeath en las etapas de la Copa de la Liga de Escocia.

## Clubes
| Club                       | País      | Año           |
| -------------------------- | --------- | ------------- |
| Montrose F. C.             | Escocia   | 2010-2012     |
| Downfield F. C. (préstamo) | Escocia   | 2011          |
| Tayport F. C.              | Escocia   | 2012-2013     |
| Dundee Violet F. C.        | Escocia   | 2014          |
| Arbroath F. C.             | Escocia   | 2014-2015     |
| Dundee United F. C.        | Escocia   | 2015-2017     |
| Arbroath F. C. (préstamo)  | Escocia   | 2015          |
| Hibernian F. C.            | Escocia   | 2017-2018     |
| Dundee F. C. (préstamo)    | Escocia   | 2018          |
| Bidvest Wits F. C.         | Sudáfrica | 2018-2020     |
| Queen’s Park F. C.         | Escocia   | 2020-2023     |
| Ross County F. C.          | Escocia   | 2023-2024     |
| Dundee F. C.               | Escocia   | 2024-presente |